# Макаров, Михаил Григорьевич
Михаил Григорьевич Макаров (19 ноября 1903, д. Московка, Пензенская губерния, Российская империя — 1 августа 1972, Солнечногорск, Московская область, РСФСР, СССР) — советский военачальник, генерал-майор (15.09.1943).

## Биография
Родился 19 ноября 1903 года в деревне Московка, ныне Хилковское сельское поселение, Торбеевский район, Мордовия, Россия. Русский.
До службы в армии Макаров работал сельским учителем в деревне Бобровка Торбеевского района, с сентября 1923 года — председателем волостного комитета в селе Жуково, с января 1925 года — секретарем сельсовета в деревне Бобровка того же района.

## Военная служба
В ноябре 1925 года призван в РККА и зачислен курсантом в команду одногодичников 22-го стрелкового полка 8-й стрелковой дивизии ЗапВО в городе Бобруйск, после её окончания с ноября 1926 года служил на сверхсрочной службе в том же полку помощником командира взвода и старшиной роты. Член ВКП(б) с 1928 года..
С октября 1928 года по сентябрь 1929 года учился в Объединенной Белорусской пехотной школе им. ЦИК Белорусской ССР, затем служил в 11-м стрелковом полку 4-й стрелковой им. германского пролетариата дивизии в городе Слуцк командиром стрелкового взвода и взвода полковой школы, командиром и политруком стрелковой и учебной пулеметной рот, помощником начальника штаба полка.
В июне 1934 года зачислен слушателем в Военную академию РККА им. М. В. Фрунзе. После окончания в сентябре 1937 году направлен в Монголию помощником начальника 5-го отдела штаба 57-го особого корпуса (в г. Улан-Батор), с декабря 1938 года исполнял должность начальника отдела ПВО этого же корпуса. Летом 1939 года в его составе участвовал в боях на реке Халхин-Гол. В июле майор Макаров участвовал в Баин-Цаганском сражении, где временно командовал сводным отрядом по ликвидации японцев на горе Баин-Цаган. Затем с августа был заместителем командира 149-го мотострелкового полка 36-й мотострелковой дивизии. За мужество и героизм в боях он был награждён орденом Красного Знамени, а также медалью «За отвагу». В январе 1940 года назначен командиром 76-го мотострелкового полка этой же дивизии.

### Великая Отечественная война
С началом войны продолжал командовать полком в составе той же дивизии в 17-й армии ЗабВО (с 15 сентября 1941 г. — Забайкальского фронта). В октябре 1941 года назначен начальником штаба 97-й стрелковой дивизии, формировавшейся в городе Улан-Удэ. В феврале 1942 года она убыла на Западный фронт и в составе 16-й армии вела бои за город Думиничи Калужской области, овладев городом, 2 апреля закрепилась на левом берегу реки Жиздра.
20 ноября 1942 года был назначен командиром 356-й стрелковой дивизии и воевал с ней до конца войны. До июня 1943 года она в составе 61-й армии Западного, а с 28 марта 1943 года — Брянского фронтов занимала оборону на рубеже Стар. Дольцы — Михайловский, прикрывая направление на город Белёв и обеспечивая стык между 61-й и 3-й армиями. Затем её части участвовали в Курской битве, Орловской наступательной операции. С 7 августа дивизия находилась в резерве 61-й армии, затем Ставки ВГК. С 7 сентября она вместе с армией вошла в подчинение Центрального фронта и участвовала в Черниговско-Припятской наступательной операции и битве за Днепр, затем с ноября в составе Белорусского фронта — в Гомельско-Речицкой и Калинковичско-Мозырской наступательных операциях. Приказом ВГК № 07 от 15.01.1944 за освобождение города Калинковичи ей было присвоено наименование «Калинковичская». С 20 февраля дивизия вместе с той же 61-й армией входила в состав 2-го, а с 16 апреля — 1-го Белорусских фронтов. Её части участвовали в Полесской, Белорусской, Минской, Люблин-Брестской наступательных операциях. За освобождение города Бобруйск она была награждена орденом Красного Знамени (5.7.1944). В конце августа — сентябре 1944 года дивизия в составе армии из резерва Ставки ВГК была переброшена на 3-й Прибалтийский фронт и участвовала в Прибалтийской, Рижской наступательных операциях. За овладение городом Рига она была награждена орденом Суворова 2-й ст. (31.10.1944). С 15 октября вместе с армией перешла в 1-й Прибалтийский фронт, затем в конце месяца переброшена на 1-й Белорусский фронт и в его составе участвовала в Висло-Одерской, Варшавско-Познанской, Восточно-Померанской и Берлинской наступательных операциях. 3 мая 1945 года её части встретились с союзными американскими войсками на реке Эльба в районе города Хавельберг.
За время войны комдив Макаров был пять раз персонально упомянут в благодарственных в приказах Верховного Главнокомандующего.

### Послевоенное время
После войны генерал-майор Макаров с июня по сентябрь 1945 года состоял в резерве ГСОВГ (по расформировании 61-й армии), затем был назначен командиром 119-й гвардейской стрелковой дивизии ПрибВО (г. Таураге).
В конце марта 1946 года направлен на учёбу в Высшую военную академию им. К. Е. Ворошилова, но из-за позднего прибытия принят не был и зачислен в распоряжение ГУК. С мая 1946 года служил на курсах «Выстрел» старшим преподавателем тактики, начальником курса командиров батальонов (с октября 1951 г.) и начальником курса командиров мотострелковых и танковых полков (с октября 1957 г.).
6 октября 1960 года генерал-майор Макаров уволен в запас.

## Награды
- орден Ленина (15.11.1950)[5]
- пять орденов Красного Знамени (29.8.1939[3], 12.08.1943[6], 13.05.1945[7], 30.05.1945[8], 10.11.1945[5], 26.10.1955[5])
- орден Александра Невского (30.03.1943)[9]
- орден Красной Звезды (03.11.1944)[5]

медали в том числе:
- - «За отвагу» (17.11.1939)[3]
  - «За победу над Германией в Великой Отечественной войне 1941—1945 гг.» (1945)
  - «За взятие Берлина» (1945)
  - «За освобождение Варшавы» (1945)

Приказы (благодарности) Верховного Главнокомандующего в которых отмечен М. Г. Макаров.
- За овладение штурмом городом и крупной железнодорожной станцией Бобруйск — важным узлом коммуникаций и мощным опорным пунктом обороны немцев, прикрывающим направления на Минск и Барановичи. 29 июня 1944 года. № 125.
- За овладение столицей Советской Латвии городом Рига — важной военно-морской базой и мощным узлом обороны немцев в Прибалтике. 13 октября 1944 года № 196.
- За овладение городами Штаргард, Наугард, Польцин — важными узлами коммуникаций и мощными опорными пунктами обороны немцев на штеттинском направлении. 5 марта 1945 года. № 290.
- За овладение штурмом городами Голлнов, Штепенитц и Массов — важными опорными пунктами обороны немцев на подступах к Штеттину. 7 марта 1945 года. № 295.
- За овладение городом Альтдамм и ликвидацию сильно укрепленного плацдарма немцев на правом берегу реки Одер восточнее Штеттина. 20 марта 1945 года. № 304.